# Хо (народ)
Хо — адівасі (плем'я або малий народ) в Індії, що проживає в основному в штаті Біхар, переважно в окрузі Сінґхбхум, а також в штатах Орісса і Західний Бенгал. Невелике число живе в Бангладеші. Чисельність в Індії — близько 1,07 млн осіб (1997). Можливо, хо виділилися з мунда, до яких культурно близькі, разом ці народи належать до групи народів кол. Розмовляють мовою хо, гілкою мов мунда, використовують писемність деванагарі або оригінальну — варанг-кшиті. Обмежено поширено володіння мовами орія, санталі і хінді. Сповідають традиційні вірування, частина — індуси і християни. Основні традиційні заняття — плугове землеробство (рис, просо, боби), збиральництво, полювання, рибальство. Значення скотарства (кози, вівці, корови, буйволи) зменшується. Через брак землі молодь йде в міста, поповнюючи ряди нижчих каст. Традиційний поділ на екзогамні родові групи (кілі). У кожного села є священний гай, кладовище, майданчик для ритуальних танців. У сучасних хо значно соціальне розшарування. Дуже висока плата за наречену (від 10 до 70 голів худоби), худоба все частіше замінюється грошима.